# Faschings-Lieder
Faschings-Lieder (Karnevalssånger), op. 11, är en vals av Johann Strauss den yngre.

## Historia
Efter Johann Strauss den yngres framgångsrika debut på Café Dommayer i Hietzing följde en positiv pressrespons som emellertid inte ändrade på det faktum att Johanns fader fortfarande behärskade Wiens valsimperium. Med en "armé" bestående av 200 musiker till sitt förfogande kunde hans olika orkestrar spela på så gott som alla större nöjesställen i Wien samtidigt. Johann Strauss den yngre fick hålla till godo med den relativt lilla Café Dommayer och den nedgångna Sträußl-Säle i Theaterkomplex i Josephstadt. I båda dessa stadsdelar (Hietzing och Josephstadt) hade Strauss den yngre såsom Karnevalsregent rättigheten att arrangera välgörenhetsbaler.

## Premiären
Valsen spelades första gången på Rosenmontag den 3 februari 1845 i Sträußl-Säle. Pressreaktionen var närmast återhållsam. Först den 8 februari publicerades ett reportage i Sammler som beskrev konserten som originell och ett ställe för glädje och hänryckning. Efter det blev konserten välbesökt. Inalles speglade rapporteringen långt ifrån den stora entusiasmen från publiken.

## Om valsen
Förläggaren Mechetti visade inte någon brådska att ge ut valsen. Först ett år senare, i januari 1846, publicerades klaverutdraget medan orkesternoterna förmodligen aldrig gavs ut.
Speltiden är ca 7 minuter och 17 sekunder plus minus några sekunder beroende på dirigentens musikaliska tolkning.

## Weblänkar
- Dynastin Strauss 1845 med kommentarer om Faschings-Lieder
- Faschings-Lieder i Naxos-utgåvan.